# Nasa lambayequensis
Nasa lambayequensis är en brännreveväxtart som beskrevs av Weigend. Nasa lambayequensis ingår i släktet färgkronor, och familjen brännreveväxter. Inga underarter finns listade i Catalogue of Life.